# 田中康雄 (精神科医)
田中 康雄（たなか やすお、1958年7月26日 - ）は日本の医学者、精神科医、臨床心理士。専門は児童精神医学。北海道大学名誉教授。

## 来歴
- 1958年 - 栃木県生まれ
- 1983年 - 獨協医科大学医学部卒業。旭川医科大学精神科神経科医局入局
- 1985年 - 市立士別総合病院精神科神経科医員
- 1987年 - 旭川医科大学附属病院精神科神経科助手
- 1988年 - 市立士別総合病院精神科神経科医長
- 1992年 - 北海道立緑ヶ丘病院医長
- 2002年 - 国立精神・神経センター精神保健研究所児童思春期精神保健部児童期精神保健研究室長
- 2004年 - 北海道大学大学院教育学研究科教育臨床講座教授
- 2006年 - 北海道大学大学院教育学研究科附属子ども発達臨床研究センター教授
- 2008年 - 北海道大学大学院教育学研究院附属子ども発達臨床研究センター教授
- 2012年 - こころとそだちのクリニックむすびめ開院

現職  こころとそだちのクリニックむすびめ院長。北海道大学名誉教授

## 学会
- 日本精神神経学会
- 日本児童青年精神医学会評議員
- 日本小児精神神経学会評議員
- 日本特殊教育学会
- 日本発達障害ネットワーク会長[4]

## 著書

### 編集
- 『児童生活臨床と社会的養護 —児童自立支援施設で生活するということ』金剛出版、2012年8月。ISBN 9784772412612。

### 監修
- 『これでわかる発達障がい』成美堂出版、2013年4月。ISBN 9784415315614。